# ول مکزیکی
ول مکزیکی (نام علمی: Microtus mexicanus) نام یک گونه از زیرخانواده ولیان است.